# Liu Feiliang
Liu Feiliang (chiń. 刘飞亮; ur. 27 marca 1985) – chiński lekkoatleta, tyczkarz.

## Osiągnięcia
- brązowy medal mistrzostw świata juniorów (Grosseto 2004)
- złoto halowych igrzysk azjatyckich (Makau 2007)
- złoty medal mistrzostw Azji (Guangdong 2009)

Liu dwukrotnie reprezentował Chiny na igrzyskach olimpijskich. W 2004 na igrzyskach w Atenach nie zaliczył żadnej wysokości w eliminacjach, odpadając z dalszej rywalizacji. 4 lata później w Pekinie zajął 20. miejsce w eliminacjach, nie awansując do finału.

## Rekordy życiowe
- skok o tyczce - 5,71 (2007)
- skok o tyczce (hala) - 5,62 (2008)